# Slot (aviazione)
In ambito aeroportuale, per slot si intende una finestra di tempo (calcolata secondo le regole dell'Air Traffic Flow Management) entro la quale un aeromobile ha il permesso al decollo.
Lo slot ha una durata di 15 minuti, e la distribuzione del tempo di slot inizia 5 minuti prima e termina 10 minuti dopo l'orario stabilito (più precisamente CTOT: Calculated Take-Off Time). Ad esempio, un aereo con slot alle ore 13:00 (ora locale) avrà l'autorizzazione al decollo a partire dalle 12:55 fino alle 13:10.
Lo slot viene assegnato da enti di controllo del flusso del traffico aereo (per l'Europa il CFMU di Eurocontrol) solo quando è necessario applicare restrizioni all'orario di partenza, arrivo a destinazione, o sorvolo di un punto della rotta, per motivi di congestione di traffico.
Una volta scaduto lo slot, per complicazioni nelle procedure di imbarco o altri fattori tecnici necessari a predisporre l'aeromobile per la partenza, la compagnia aerea dovrà richiedere un nuovo orario di partenza (EOBT, Estimated Off-Block Time) per il volo suddetto, con il conseguente rischio di ricevere un nuovo CTOT, che spesso può causare un ulteriore considerevole ritardo.